# The Shootist
The Shootist —conocida en español como: El tirador (Argentina), El pistolero (Colombia), El último pistolero (España) y Gatillero (México)— es un western de 1976 rodado en Nevada y California, siendo la última película de John Wayne. Trata sobre un viejo pistolero enfermo de cáncer.

## Sinopsis
Junio de 1901, John Bernard Books, un legendario pistolero que debe su fama a la captura de unos escurridizos forajidos a los que nadie conseguía dar caza, decide regresar a su ciudad natal de Nevada para vivir en paz lo que le quede de vida. Sin embargo, no tendrá más remedio que saldar una cuenta pendiente con tres bandidos. 
Pocos westerns más crepusculares que este, con el que Don Siegel se despidió del género con una mirada entre nostálgica e irónica, asimismo fue la despedida artística y el último largometraje protagonizado por John Wayne, el actor con la mayor cantidad de papeles protagonistas en la historia del cine con 142. También aparecen los míticos actores Lauren Bacall ( en un precioso y sentimental rol de viuda de gran corazón), el gran James Stewart, así como un jovencísimo Ron Howard (el joven Gillom que tiene un papel entrañable en la película y que da vida al hijo de Lauren Bacall) posteriormente se convertiría en un reputado y popular director de cine. 
En su última película, un John Wayne enfermo interpretó a un sexagenario personaje con muchas cosas en común con él (un viejo pistolero condenado a muerte por un cáncer terminal ), que en vez de esperar la muerte, decide morir como ha vivido: luchando. Cuando disparan por la espalda al viejo Duke en el Saloon Metropole se acabó el western clásico. Un más que digno colofón para la larga carrera de una leyenda del cine.

## Reparto
- John Wayne: J.B. Books
- Lauren Bacall: Sra Rogers.
- James Stewart: Dr. Hostetler
- Richard Boone: Mike Sweeney.
- John Carradine: Beckum "El Enterrador".
- Ron Howard: Gillom Rogers.
- Hugh O'Brian: Pulford.